# 條紋水珍魚
條紋水珍魚，為輻鰭魚綱水珍魚目水珍魚科的其中一種，為深海底棲性魚類，分布於西大西洋區，從美國佛羅里達州至烏拉圭海域，水深100-600公尺，體長可達24公分，棲息在底層水域，生活習性不明。
其种加词“striata”意为“有条纹的”。